# Effet stroboscopique
L'effet stroboscopique est un effet visuel de repliement de spectre qui apparaît lorsqu'un mouvement continu est représenté par de courts échantillons. Le stroboscope est le moyen classique de reproduire cet effet mais une caméra, ou un appareil photographique réglé pour exposer plusieurs fois la même pellicule ou combiner deux images permettent également de l'observer.

## Présentation

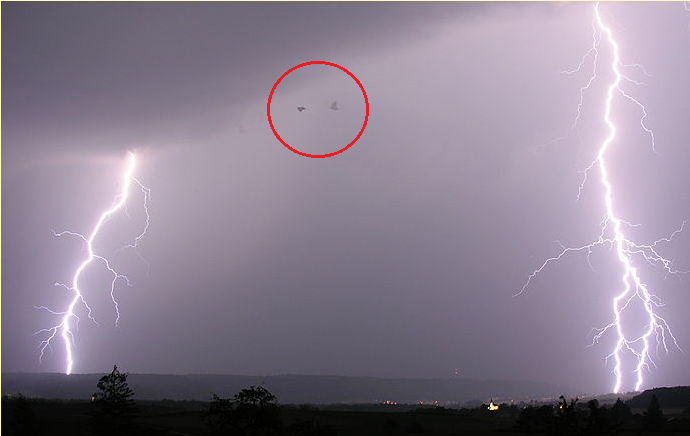
Effet stroboscopique sur un oiseau en vol.

La nuit, sous les lampadaires, les roues d'une voiture peuvent donner l'impression de tourner à l'envers ; il s'agit là d'un phénomène de repliement de spectre dû à l'imbrication l'une dans l'autre de deux fréquences stables dont la plus élevée demeure inférieure au double de la plus basse. En effet, l'éclairage produit par les ampoules à vapeur de sodium des lampadaires est intermittent, de sorte que l'œil ne capte en réalité que des images successives des roues de la voiture, ce qui constitue un échantillonnage de la scène visible. Les roues ont elles aussi une fréquence particulière (proportionnelle à leur vitesse angulaire) et répètent donc un même motif visuel à chaque tour ou quart de tour, selon la symétrie de la jante.
Selon le théorème de Nyquist, on percevra le mouvement correctement si l'échantillonnage est au moins deux fois plus rapide que tout phénomène périodique capturable. Par contre, si la répétition du motif visuel des roues dépasse la moitié de la vitesse de clignotement des lampadaires, le repliement du spectre va perturber notre perception du mouvement des roues.
Dans nombre de vieux films (westerns ou films de cape et d'épée) le spectateur voit tourner à l'envers les roues à rayons de bois des diligences et des carrosses : cet effet stroboscopique est inhérent au processus même d'acquisition des images (film argentique défilant à 24 vues par seconde dans la caméra de prises de vues). Une roue ayant 24 rayons et tournant exactement à 1 tour par seconde semblerait immobile.

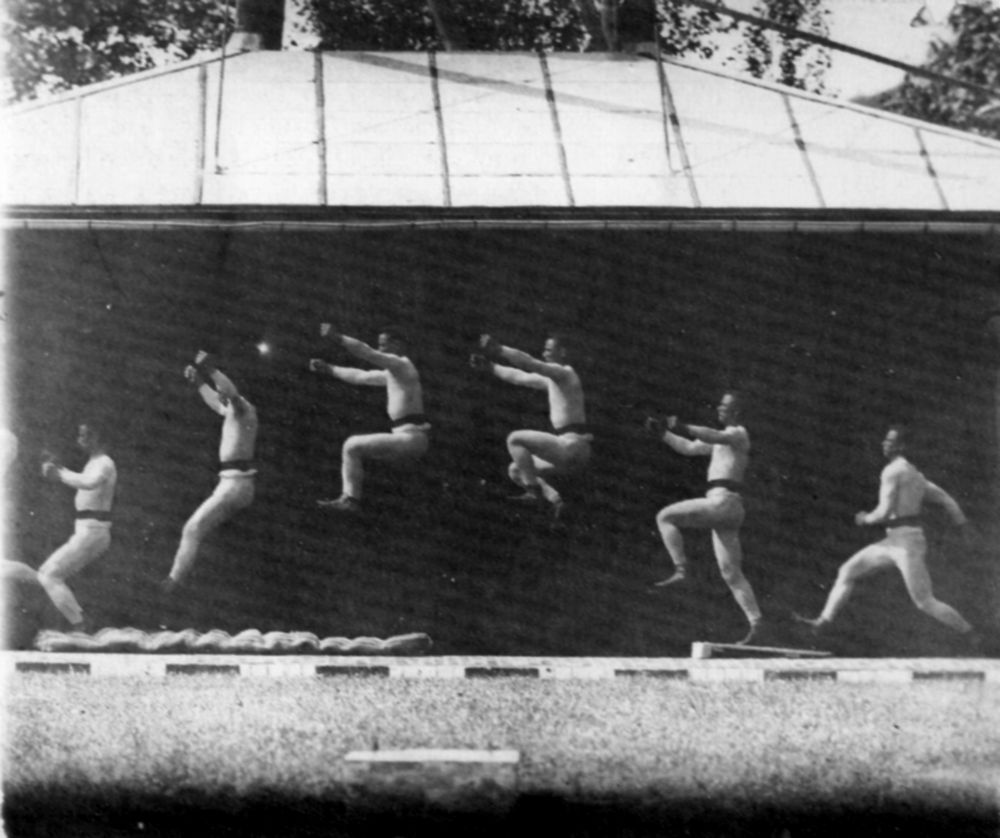
Le cerveau capte 13 images fixes par seconde dans le flux continu qui lui vient de la rétine.
Et pourtant la vision se déroule en continu : le cerveau réinvente ce qui manque entre 2 images fixes (cliché d'Étienne-Jules Marey, 1886).

L’illusion de la roue qui tourne à l’envers a aussi lieu dans la vie quotidienne alors que la lumière est continue et donc pas seulement quand la lumière (ou l’image projetée) est intermittente : 

« Les enjoliveurs de roue d’automobile, les hélices d’avion, les ventilateurs de moteurs à réaction et d’autres objets à motifs radiaux tournant à la lumière du jour offrent des occasions d’observer ce phénomène. »

 Cela a amené à penser que le cerveau échantillonne les images qu’il traite, comme le fait une caméra qui échantillonne 24 images par seconde. Cette hypothèse, soulevée dans les années 1990, est maintenant partagée par la plupart des scientifiques, même si toutes les questions ne sont pas résolues. Le cerveau « capte de façon discontinue des images du monde extérieur (13 par seconde) mais réussit à nous faire percevoir les mouvements en continu : ces images fixes sont très rapidement montées par un mécanisme de remplissage pour restituer une impression subjective de continuité » — voir l'encadré ci-contre.
En définitive, la vision restitue à l'être humain une vue qui combine les éventuels effets stroboscopiques extérieurs avec l'échantillonnage que réalise en permanence le cerveau : ainsi, voir un film en 24 images par seconde s'avère cohérent avec un échantillonnage de la vision de 13 images par seconde et un rendu satisfaisant,.

### Illustrations

Illustration de l'effet stroboscopique sur le cas particulier d'un disque en rotation à vitesse uniforme donnée
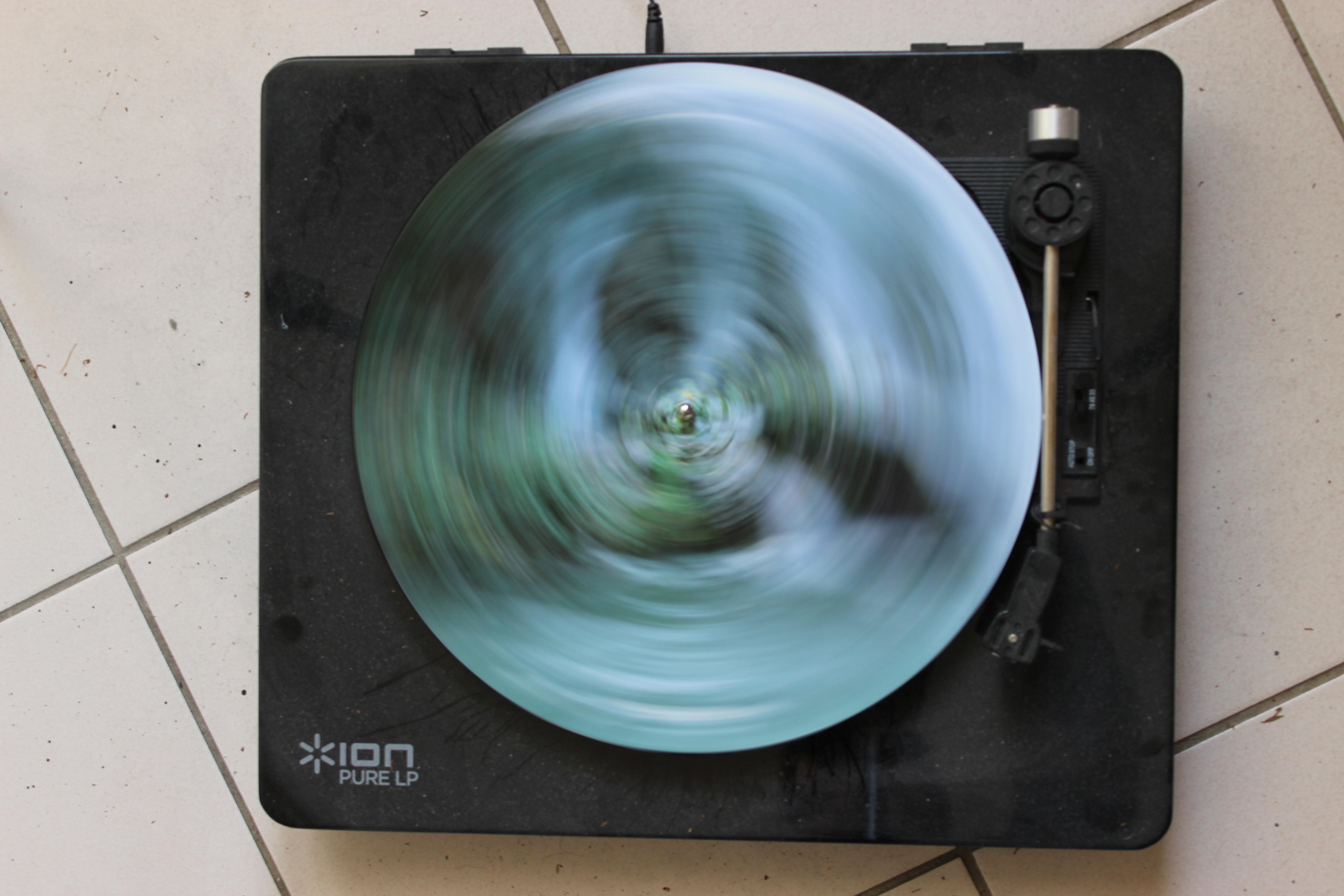
Stroboscopie photographique d'un mouvement circulaire à 0,05 s.
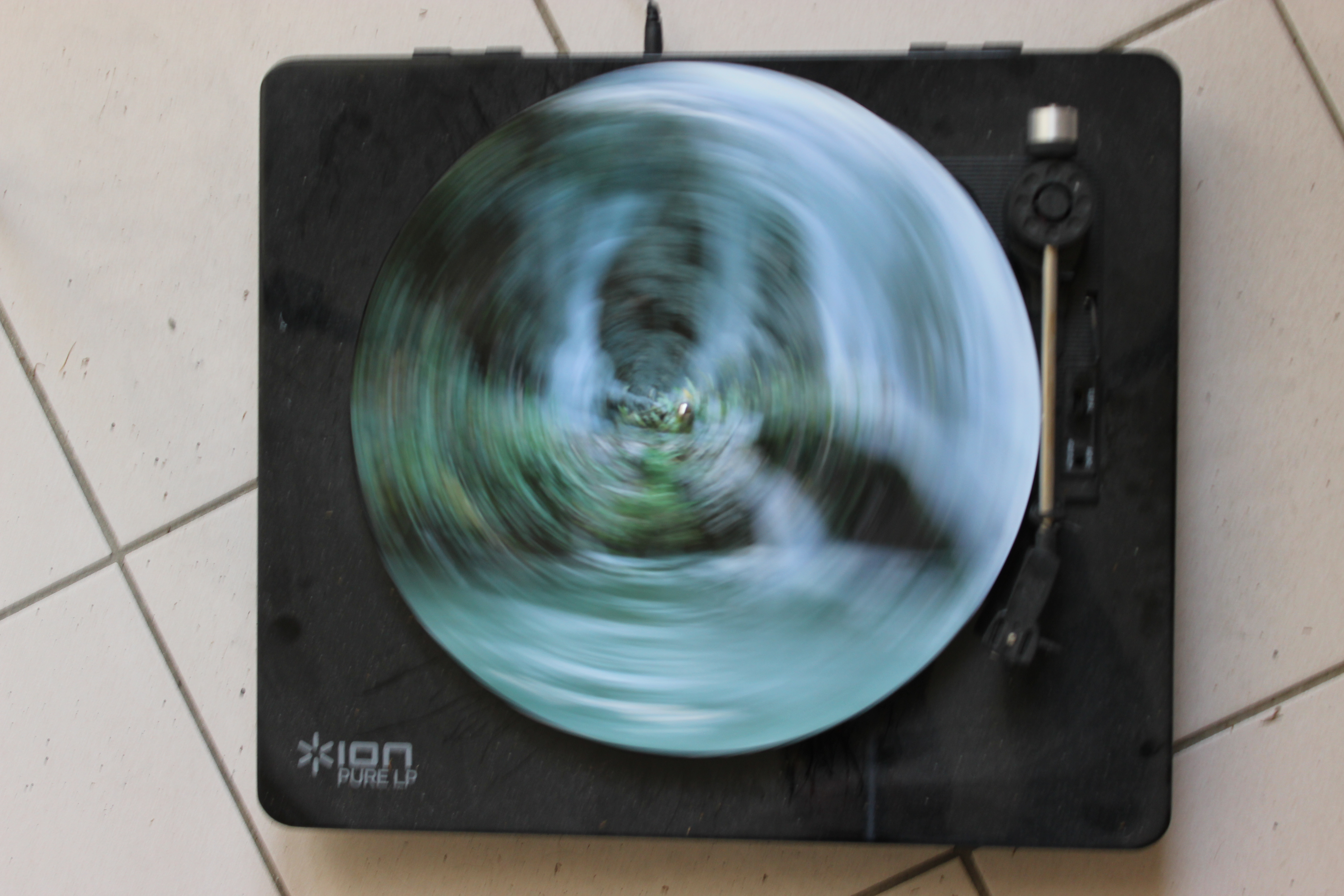
Stroboscopie photographique d'un mouvement circulaire à 0,033 s.
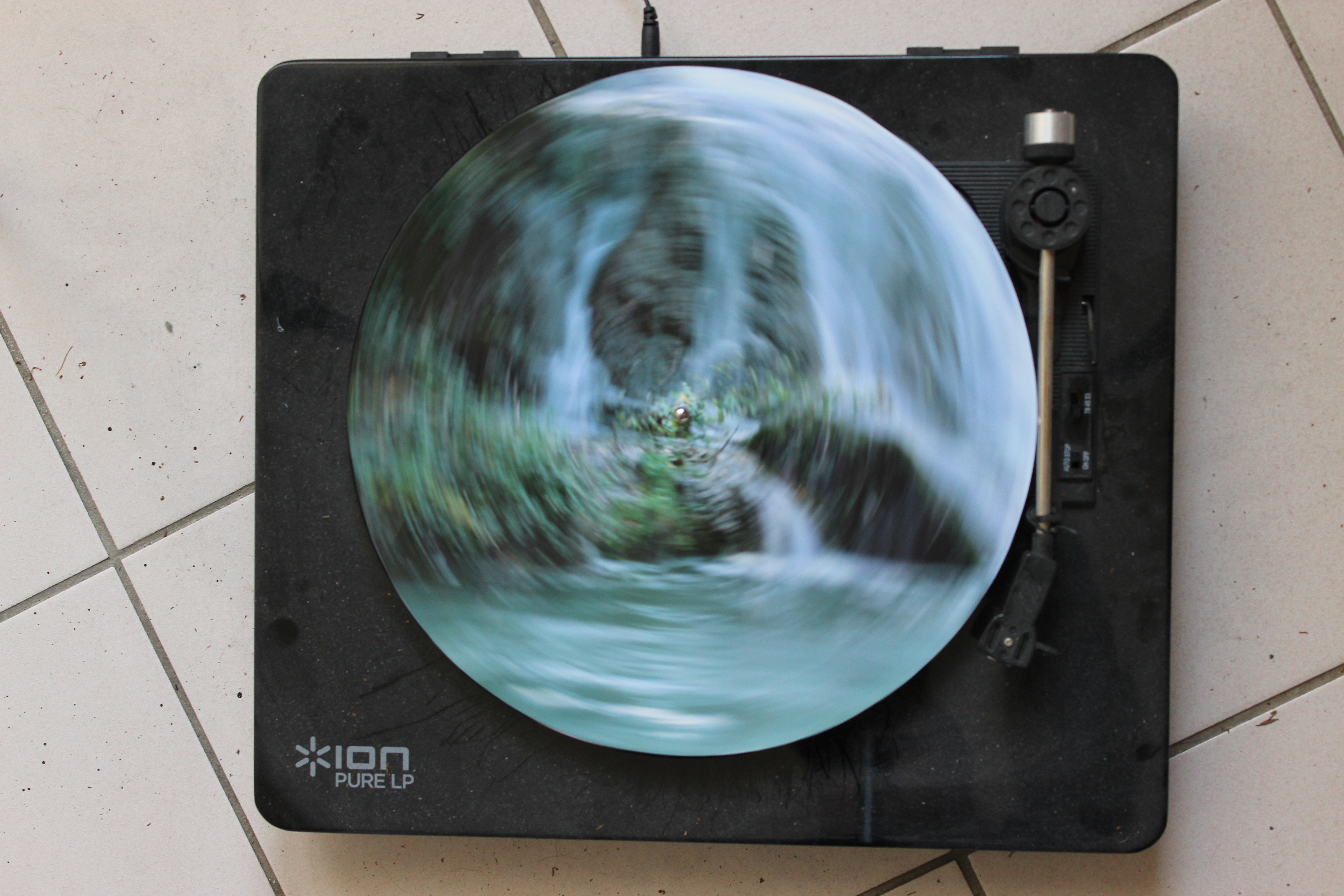
Stroboscopie photographique d'un mouvement circulaire à 0,016 s.
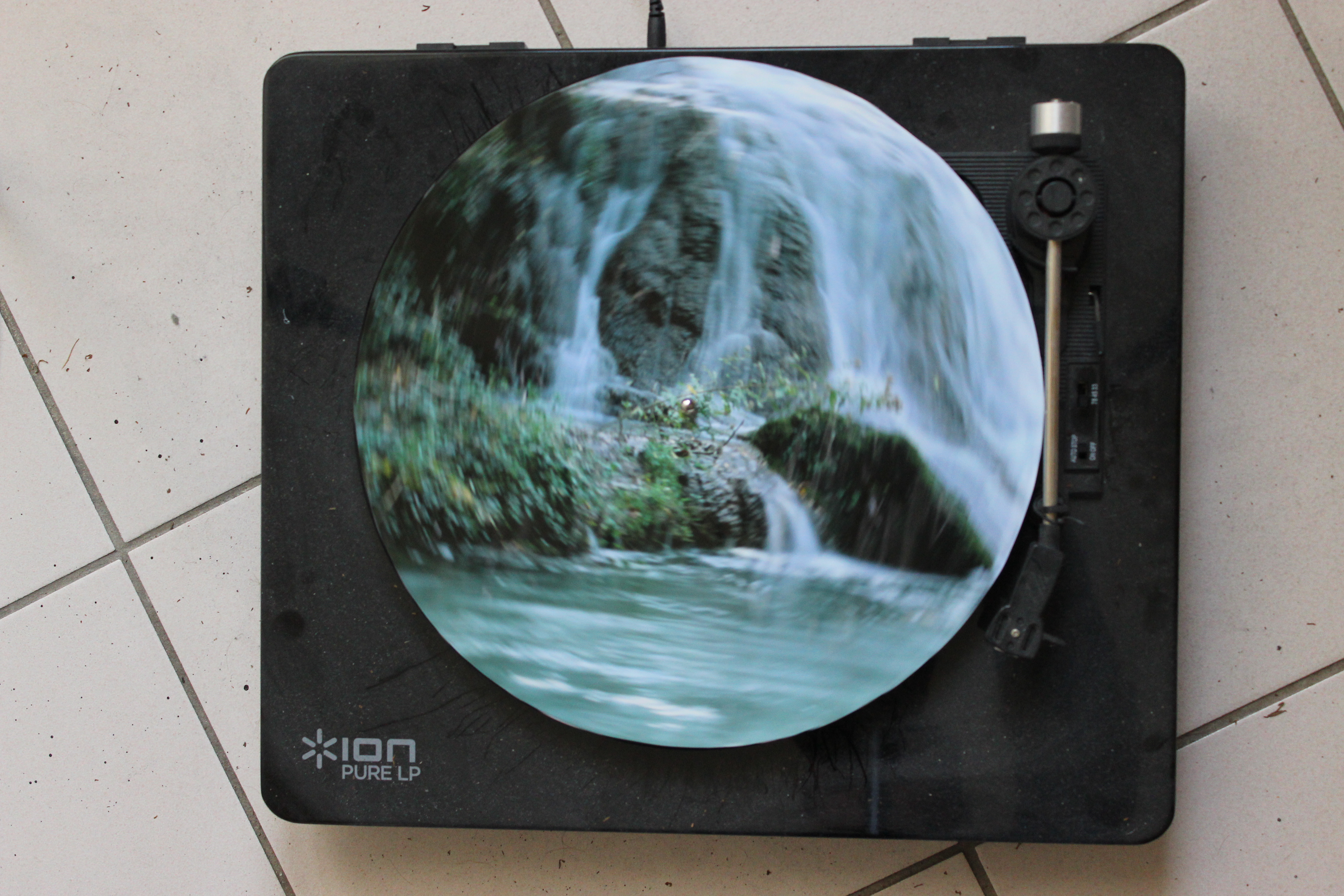
Stroboscopie photographique d'un mouvement circulaire à 0,00625 s. On remarque que l'image est plus nette au centre que sur les bords.
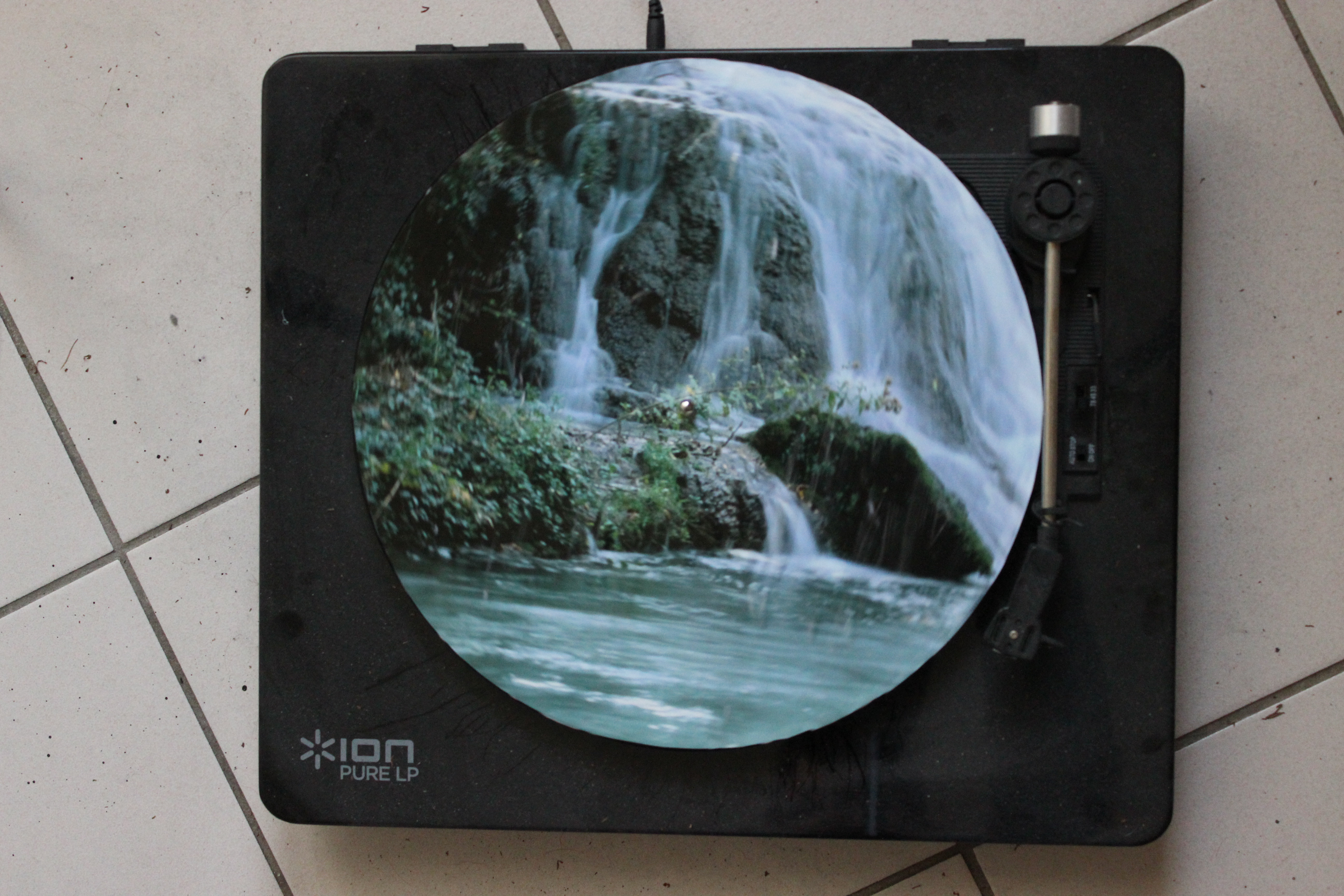
Stroboscopie photographique d'un mouvement circulaire à 0,0025 s. La netteté sur les bords est presque entièrement figée.

L'éclairage stroboscopique procède par éclairs, séparés par de l'obscurité. Pendant la durée de l'éclair, l'objet se déplace, créant un flou de mouvement. Quand l'éclair est très bref, l'objet, même assez rapide, n'a pas le temps de se déplacer beaucoup, et il apparaît net. Quand le stroboscope éclaire un disque, il assure la netteté de l'ensemble de l'image alors que les points du disque n'ont pas tous la même vitesse : plus le point de l'image en rotation est éloigné du centre, plus sa vitesse est grande. Lorsque la durée des éclairs de la photographie stroboscopique est réglée de manière cohérente à la vitesse la plus élevée du disque, celui-ci devient clair et net sur son ensemble.

Illustration sur un mouvement rectiligne
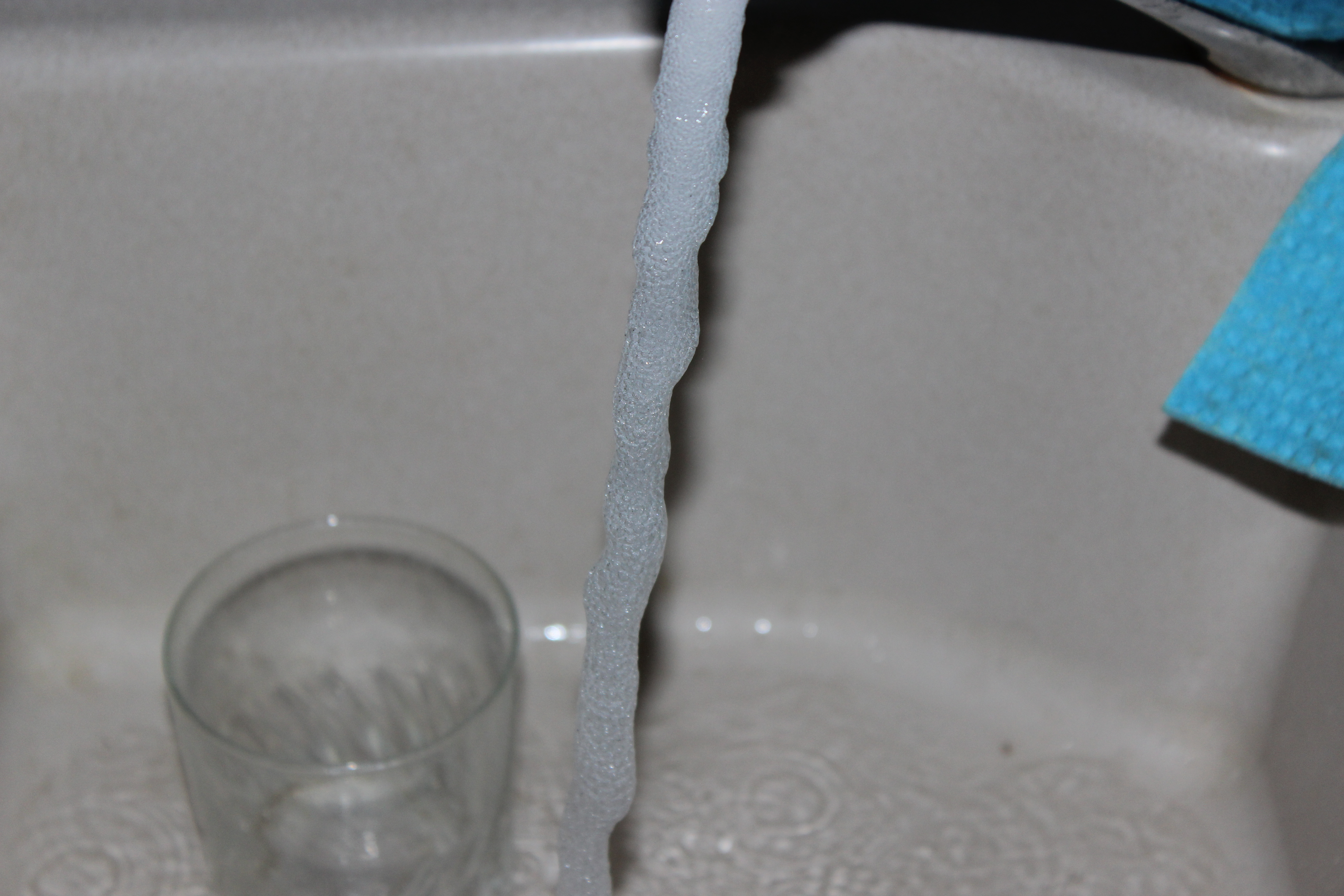
Stroboscopie photographique d'un mouvement rectiligne photographique à 0,005 s.

L'effet stroboscopique permet de capter une image fixe des ondulations régulières du filet d'eau.

## Impact sur la santé
L'effet stroboscopique est un phénomène visuel où une série d'images statiques est perçue comme un mouvement continu par le cerveau. Cette illusion peut affecter la perception du mouvement et induire une confusion, mettant en évidence la complexité de l'interprétation visuelle de notre cerveau.
L'effet stroboscopique peut également affecter l'équilibre. En cas d'exposition à des effets stroboscopiques intenses, le cerveau peut recevoir des informations contradictoires de la part des yeux et du système d'équilibre dans l'oreille interne. Cela peut provoquer des sensations de vertige et de nausées, altérant ainsi la perception de l'équilibre.
Un autre impact significatif de l'effet stroboscopique concerne l'épilepsie. Des études ont démontré que l'effet stroboscopique peut déclencher des crises d'épilepsie chez les individus sensibles. Par conséquent, des avertissements sont fréquemment inclus dans les jeux vidéo et les films pour les personnes atteintes d'épilepsie photosensible. Néanmoins, la recherche continue pour comprendre pleinement la relation entre l'effet stroboscopique et l'épilepsie.